# Bédouès-Cocurès
Bédouès-Cocurès è un comune francese del dipartimento della Lozère nella regione dell'Occitania.
È stato creato il 1º gennaio 2016 dalla fusione dei preesistenti comuni di Bédouès e Cocurès.
Il capoluogo è la località di Cocurès.